# Gouvernement Talon I
Boni X Talon II
Le gouvernement Talon I est le gouvernement de la république du Bénin du 7 avril 2016 au 25 mai 2021, sous la 7e législature de l'Assemblée nationale.
Il est dirigé par le président Patrice Talon, vainqueur de l'élection présidentielle du 20 mars 2016. Il succède au gouvernement Yayi Boni.

## Formation
Après son investiture à Porto-Novo, capitale du Bénin, Patrice Talon rend publique la liste de son premier gouvernement. Il entre fonction le 7 avril 2016.
Vingt-et-un ministres font partie de cette première équipe gouvernementale dont trois femmes,.

## Composition
| Fonction                                                                                 | Titulaire | Titulaire                 | Parti  |
| ---------------------------------------------------------------------------------------- | --------- | ------------------------- | ------ |
| Président de la république                                                               |           | Patrice Talon             | Sans   |
| Ministre d'État Secrétaire général à la présidence de la République                      |           | Pascal Koupaki            | NC     |
| Ministre d'État chargé du Plan et du Développement                                       |           | Abdoulaye Bio Tchané      | BR     |
| Garde des Sceaux, Ministre de la Justice et de la Législation                            |           | Joseph Djogbenou          | UPR    |
| Ministre des Affaires étrangères et de la Coopération                                    |           | Aurélien Agbénonci        | Sans   |
| Ministre de l'Économie et des Finances                                                   |           | Romuald Wadagni           | Sans   |
| Ministre de l'Intérieur et de la Sécurité publique                                       |           | Sacca Lafia               | Sans   |
| Ministre de l'Agriculture, de l'Élevage et de la Pêche                                   |           | Delphin Oloronto Kouzande | Sans   |
| Ministre de la Décentralisation et de la Gouvernance locale                              |           | Barnabé Dassigli          | PRD    |
| Ministre du Travail, de la Fonction publique et des Affaires sociales                    |           | Adidjatou Mathys          | Sans   |
| Ministre de la Santé                                                                     |           | Alassane Seidou           | Alafia |
| Ministre de l'Enseignement supérieur et de la Recherche scientifique                     |           | Marie-Odile Attanasso     | Sans   |
| Ministre des Enseignements secondaire, technique et de la Formation professionnelle      |           | Lucien Kokou              | Sans   |
| Ministre des Enseignements maternel et primaire                                          |           | Salimane Karimou          | Sans   |
| Ministre de l'Économie numérique et de la Communication                                  |           | Rafiatou Monrou           | Sans   |
| Ministre des Infrastructures et des Transports                                           |           | Hervé Yves Hehomey        | Sans   |
| Ministre de l'Industrie, du Commerce et de l'Artisanat                                   |           | Lazare Sehoueto           | UN     |
| Ministre de l'Énergie, de l'Eau et des Mines                                             |           | Jean-Claude Houssou       | Sans   |
| Ministre du Cadre de vie et du Développement durable                                     |           | José Didier Tonato        | Sans   |
| Ministre du Tourisme et de la Culture                                                    |           | Ange N’Koue               | Sans   |
| Ministre des Sports                                                                      |           | Oswald Homeky             | Sans   |
| Ministre délégué auprès de la présidence de la République chargé de la Défense nationale |           | Candide Azannaï           | Sans   |